# Birendra Nath Tiwari
Birendra Nath Tiwari est un réalisateur indien. 
Son unique film tourné en 1992 devait sortir sous le nom de Jadoo ou Jaadu, mais finalement il n'est sorti qu'en 2004, car les deux acteurs principaux (dont Shahrukh Khan) refusaient de tourner une scène de baiser amoureux.

## Filmographie
- Yeh Lamhe Judaai Ke (2004)